# Extraordinary Popular Delusions and the Madness of Crowds
Extraordinary Popular Delusions and the Madness of Crowds is een geschiedenis van gewone dwaasheid door Charles Mackay, gepubliceerd in 1841. Het boek beschrijft en beschimpt zijn doelen in drie delen: "National Delusions", "Peculiar Follies", and "Philosophical Delusions".
Mackay stoot onder andere alchemie, (invloed van de politiek en religie op) baarden, heksenjachten en duels van hun voetstuk. Hedendaagse schrijvers over economie zoals Andrew Tobias loven de drie hoofdstukken over hausses.
Een van de hausses die Mackay beschrijft is de Nederlandse tulpenmanie van de vroege 17e eeuw. Volgens Mackay kochten en verkochten tijdens deze manie speculanten van alle gezindten tulpenbollen en zelfs futures op ze. De bel barstte in 1637.
Andere zeepbellen die Mackay beschrijft zijn de South Sea Company-manie van 1711-1720 en de Mississippi Company-manie van 1719-1720.

## Citaten
- "Men, it has been well said, think in herds; it will be seen that they go mad in herds, while they only recover their senses slowly, and one by one."

- "Of all the offspring of Time, Error is the most ancient, and is so old and familiar an acquaintance, that Truth, when discovered, comes upon most of us like an intruder, and meets the intruder's welcome."

## Referentie
- Charles MacKay, Extraordinary Popular Delusions and the Madness of Crowds, with a foreword by Andrew Tobias (1841; New York: Harmony Books, 1980). ISBN 0-517-53919-5